# Mihovica
Mihovica este o localitate din comuna Šentjernej, Slovenia, cu o populație de 130 de locuitori.